# Admiral Scheer (nehézcirkáló)
Az Admiral Scheer a Kriegsmarine egyik Deutschland-osztályú nehézcirkálója volt. Nevét Reinhard Scheer tengernagy után kapta, aki a német Nyílttengeri Flotta parancsnoka volt a skagerraki csatában. 1931-34 között építette meg a Reichsmarinewerft hajógyár Wilhelmshavenben. Eredeti besorolása „páncélos hajó” (Panzerschiff) volt, 1940 februárjában minősítették át nehézcirkálóvá.
A hajó névlegesen a versailles-i békeszerződésben a német haditengerészet számára korlátként megszabott 10 000 t vízkiszorítás alatt maradt, de ezt valamelyest tudatosan túllépték a tervezők. A hat darab 28 cm-es űrméretű lövegeikkel az osztály egységei nagyobb tűzerővel rendelkeztek az összes náluk gyorsabb cirkálónál, 28 csomós végsebességük miatt pedig csak néhány olyan brit és francia hadihajó volt, mely tűzerejét és sebességét tekintve is erősebb volt náluk.
Az Admiral Scheer részt vett spanyol polgárháború idején fenntartott nemzetközi blokádban, egy ízben testvérhajóját, a Deutschlandot ért támadás megtorlásaként a köztársaságiak hadikikötőjét, Almeríát lőtte. A második világháborúban az első bevetése egy dél-atlanti vizeken végrehajtott portya volt, melynek során rövid időre az Indiai-óceánra is áthajózott. Ezen útján 17 kereskedelmi hajót összesen 113 223 BRT hajóterrel semmisített meg, amivel a háború legeredményesebb kapitális felszíni hadihajója volt a kereskedelmi háborút tekintve.
A Németországba való visszatérését követően Norvégia északi részére helyezték át, hogy a Szovjetunióba tartó konvojokat támadhassa. Részt vett a PQ–17-es konvoj elleni megszakított akcióban, majd a „Csodaország hadművelet” (Unternehmen Wunderland) keretében önállóan hajtott végre portyázást a Kara-tengerre. Németországba való visszatérése után 1942 végétől kiképzőhajóként szolgált 1944 végéig, amikortól az előre nyomuló szovjet hadsereg ellen vetették be tüzérségi támogatásul a balti térségben. 1945 márciusában Kielbe hajózott javítások elvégzése céljából, ahol 1945. április 9-én brit bombázók támadtak rá és az elszenvedett találatoktól felborult. A hajót a háború után részben lebontották, a megmaradt részeit a kieli hajógyár belső részeinek feltöltésekor betemették.

## Tervezése

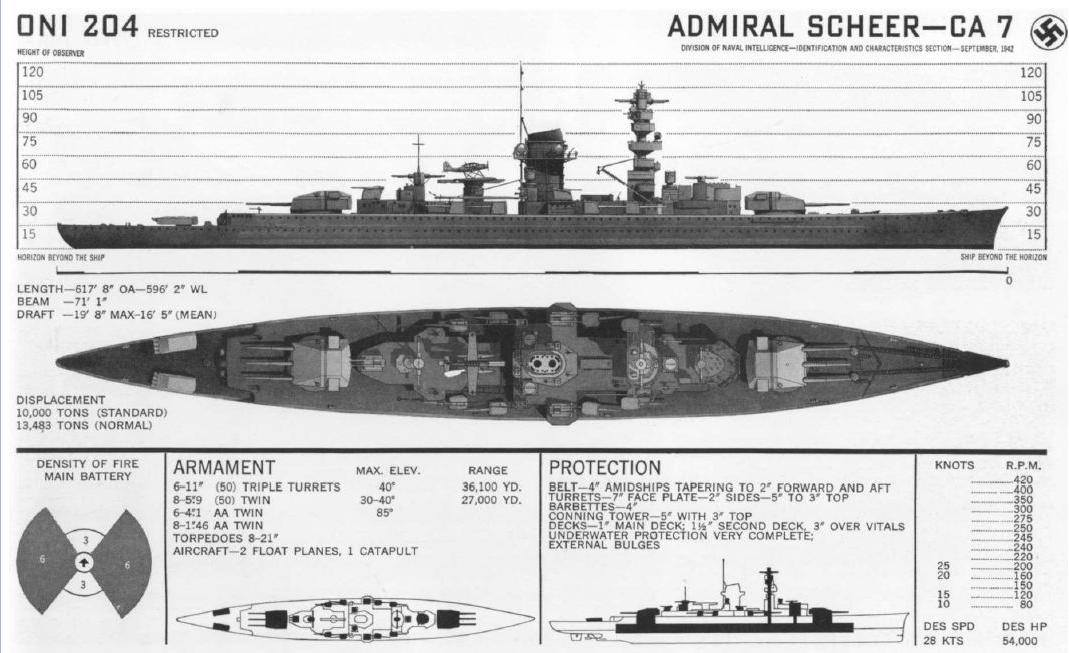
Azonosíthatóságot szolgáló amerikai rajz az Admiral Scheerről

Az Admiral Scheer teljes hossza 186 m, szélessége 21,34 m, legnagyobb merülése 7,25 m, a tervezett vízkiszorítása 13 660 t, teljes terheléssel 15 422 t volt, bár hivatalosan 10 000 t-ban adták meg, mivel  a versailles-i békeszerződések kikötései ennél nagyobb hajó megépítését nem engedélyezték Németország számára. A meghajtásáról négy MAN által gyártott kilenc hengeres, kettős működésű, kétütemű dízelmotor gondoskodott. A legnagyobb sebessége 28,3 csomó volt, 20 csomós cirkálósebességgel 9100 tengeri mérföldet tudott megtenni. Eredetileg a fedélzetén 33 tiszt és 586 sorállományú teljesített szolgálatot, de 1935-öt követően ez 30 tisztre és 921–1040 sorállományúra módosult.
Az Admiral Scheer fő fegyverzetét hat darab 28 cm űrméretű, 52-es kaliberhosszúságú (L/52) tengerészeti ágyú (28 cm SK C/28) alkotta, melyeket hármasával helyeztek el két lövegtoronyban, a hajó felépítményei előtt illetve mögött. A másodlagos fegyverzetét nyolc darab 15 cm űrméretű löveg (15 cm SK C/28) alkotta, melyeket külön lövegtalpakon helyeztek el a hajó középső részén kétoldalt.
A légvédelmi tüzérsége eredetileg három 8,8 cm űrméretű, 45 kaliberhosszúságú lövegből állt, de ezeket 1935-ben újabb fejlesztésű, 78 kaliberhosszúságúakra cserélték (8,8 cm SK C/31).
1940-ben ezeket a 8,8-asokat is leszerelték és helyettük hat 10,5 cm űrméretűt (10,5 cm Flak 38) (L/65) kapott, ezen felül négy duplacsövű 3,7 cm-es (3,7 cm SK C/30) és 28 darab 2 cm-es gépágyúval is felszerelték. 1945-ben a légvédelmi tüzérségét ismét átszervezték és ekkor hat darab 4 cm-es, nyolc darab 3,7 cm-es és 33 darab 2 cm-es űrméretű lövegből állt.

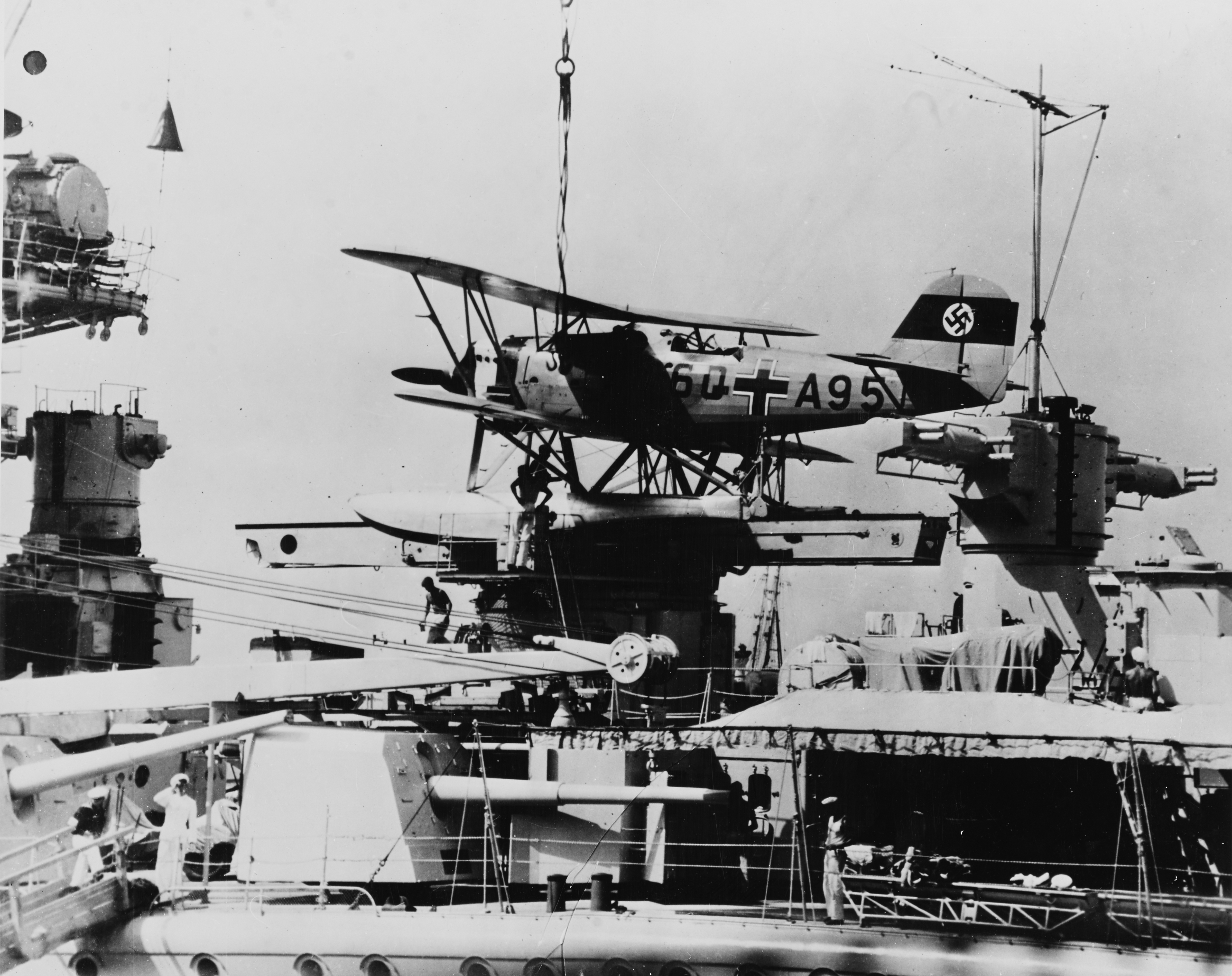
Heinkel He 60 hidroplán a katapultján 1936-ban (később Arado Ar 196-ra cserélték a repülőgépeit)

Fel volt szerelve még nyolc torpedóvető csővel, melyek a taton kialakított torpedófedélzeten kaptak helyet két négycsővű kivetőszerkezetben. Főként a légi felderítést szolgálta a két Arado Ar 196 típusú hidroplánja, melyeket a hajó közepén elhelyezett katapultról lehetett indítani. Az övpáncélzata 60–80 mm, a felső fedélzetének páncélzata 17 mm vastag volt, míg a fő páncélfedélzete 17–45 mm-es volt. A fő lövegtornyok elől 140 mm, oldalt 80 mm vastagságúak voltak. A radarja először egy FMG 39 G(gO) "Seetakt" volt, amit 1941-ben egy FMG 39 G(gO)-val és egy FuMO 26-ossal cseréltek le.

## Megépítése

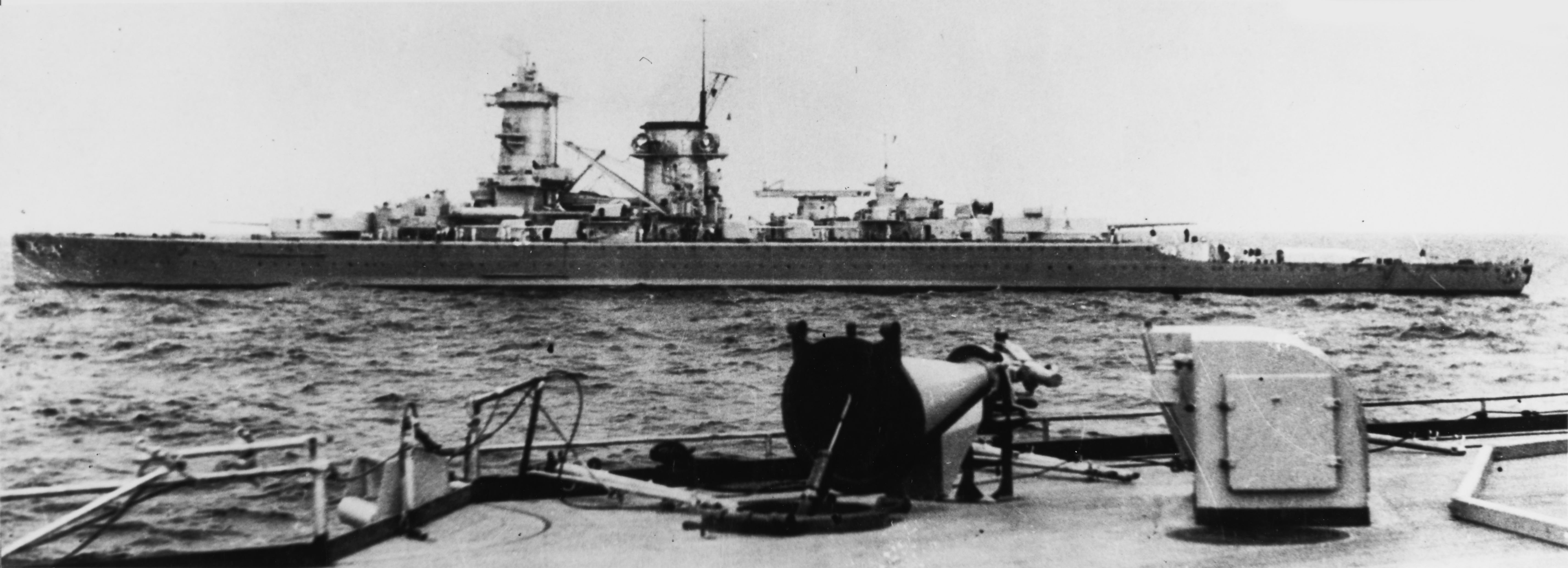
Az Admiral Scheer 1935-ben

A haditengerészet fejlesztését a szociáldemokraták és a kommunisták nem támogatták a Reichstagban, ezért egészen 1931-ig nem lehetett nekiállni a második Deutschland-osztályú hadihajó megépítésének. A Panzerschiff B megépítéséhez a pénzt a szociáldemokraták hozzájárulása biztosította, akik hajlandók voltak támogatni a hajóépítést egy politikai krízis elkerülése érdekében. Az új hadihajót a flotta állományában a kivonás előtt álló és elavult Lothringen csatahajó pótlásának szánták, ezért Ersatz Lothringen átmeneti névvel jelölték, és a Reichsmarine a wilhelmshaveni Reichsmarinewerft hajógyártól rendelte meg. A gerincfektetésére 1931. június 25-én került sor 123-as építési számmal. Az elkészült hajótestet 1933. április 1-én bocsátották vízre. A hajó keresztelését Marianne Besserer, a névadó Reinhard Scheer tengernagy lánya végezte. Bő másfél évvel később végeztek az építési munkálatokkal és 1934. november 12-én adták át a haditengerészetnek. Legénysége a szolgálatból kivont régi Hessen csatahajóról került át.

## Szolgálata

### Békeidők
1934 novemberi átadását követően Wilhelm Marschall sorhajókapitány lett a parancsnoka. Az év hátralévő részét próbajáratokkal és a legénységének kiképzésével töltötte. December 14-én látogatást tett a fedélzetén Adolf Hitler, Werner von Blomberg hadügyminiszter és Erich Raeder tengernagy. 1935-ben új katapultot és leszálló vitorlát (landing sail) kapott, melyek használatával a hidroplánokat nagyobb hullámok esetén is alkalmazhatták. 1935. május 30. és június 2. között a skagerraki csata évfordulója alkalmából a Stettinben megtartott megemlékezésen vett részt. 1935. június 11-16. között a Kieler Woche vitorlás regatta alkalmából Kielbe látogatott, majd augusztus 30. és szeptember 1. között Danzigba. 1935. október 1-től 1937. július 26-ig Leopold Bürkner volt az első tisztje, a külügyi hírszerzés későbbi vezetője. 1935 októberében készen állt első nagyobb útjára és ennek során a Deutschlanddal közösen október 25-28. között felkereste Funchalt Madeira szigetén, ahonnan november 8-án érkezett vissza. Hazaúton hurrikán erejű szelek fogadták őket a Német-öbölben és miközben az Amrum-pad felé tartott, hogy segítséget nyújtson egy francia hajónak, Helgoland közelében az erős hullámok behorpasztották az orrát. A hajóácsok aládúcolták a megrongálódott szekciót és ezután farral előre közelítették meg Cuxhavent, hogy a vihartól megóvják a sérült részt.
1936. május 29-31. között részt vett a Laboe-i Tengerészeti Emlékmű felavatása alkalmából megtartott flottaszemlén, ami után június 6-19. között a Deutschlanddal megkerülte a Brit-szigeteket a La Manche felé indulva, majd Skagent érintve érkezett vissza Kielbe. Pár nappal később Stockholmot kereste fel (június 23-29.), ekkor V. Gusztáv svéd király is a fedélzetére látogatott.

### Spanyol polgárháború

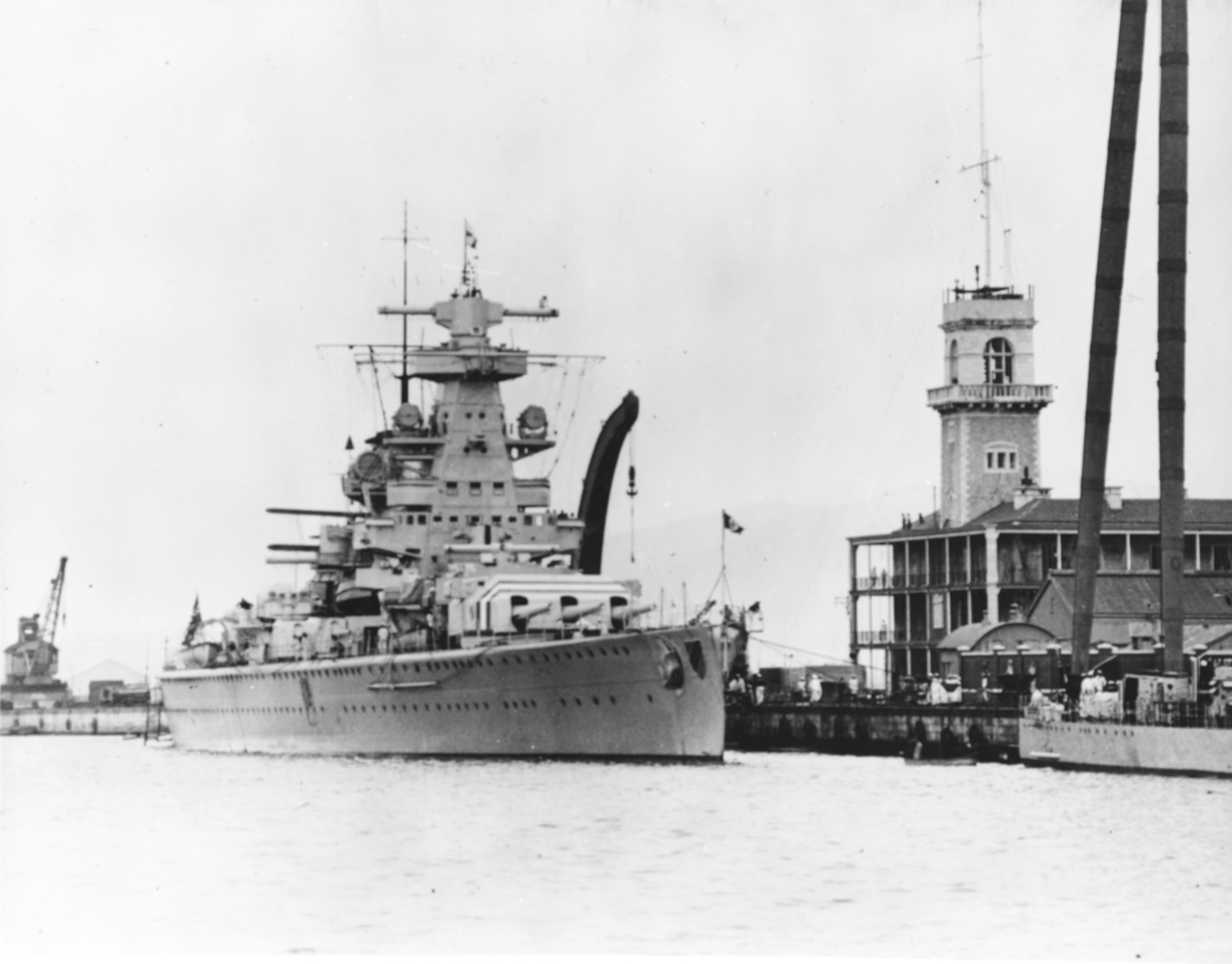
Az Admiral Scheer a spanyol polgárháború idején Gibraltárban

Az Admiral Scheer első tengerentúli bevetése 1936 júliusában vette kezdetét, mikor a spanyol polgárháború kitörésekor az országban rekedt német állampolgárságú személyek kimenekítése lett a feladata. 1936. augusztus 8-tól testvérhajójával, a Deutschlanddal együtt a „benemavatkozási őrjáratokban” vett részt a köztársaságiak által uralt partszakaszok előtt. A nemzetközi blokád fenntartásában négy alkalommal vett részt 1937 júniusáig. A hivatalos feladata a Spanyolországba beáramló hadianyag ellenőrzése (megakadályozása) volt, bár feljegyzései alapján volt dolga a köztársaságiaknak ellátmányt szállító szovjet hajókkal és védelmezte a nacionalistáknak német fegyvereket szállító hajókat. 1936 szeptemberében Otto Ciliax sorhajókapitány váltotta Marschallt a hajó parancsnokaként. A spanyol polgárháború idején Ernst Lindemann volt az első tüzértisztje.

#### Almería lövetése
Miután a Deutschland ellen 1937. május 29-én Ibiza szigeténél köztársasági felségjelű repülőgépek bombatámadást intéztek, az Admiral Scheer megtorlásul a köztársasági flottának horgonyzóhelyét, Almería kikötőjét lőtte. 1937. május 31-én – a skagerraki csata évfordulóján – a birodalmi hadilobogót felvonva érkezett Almería elé négy romboló kíséretében, de a sűrű reggeli köd miatt a kikötőben horgonyzó hajókat nem, vagy csak alig lehetett kivenni. A támadásnak az ott horgonyzó Jaime I dreadnought csatahajó ellen kellett irányulnia, de az már napokkal korábban elhagyta Almeríát. Az Admiral Scheer 07:29-kor nyitott tüzet a partvédelmi ütegekre, a haditengerészeti berendezésekre és a kikötőben lévő hajókra. Az akció során 91 darab 28 cm-es, 100 darab 15 cm-es és 48 darab 8,8 cm-es lövedéket lőtt ki. Sok lövedék célt tévesztve a várost érte és ezért az akció kevés sikerrel járt. Az ágyúzásban 21 polgári lakos veszítette életét és 55 sebesült meg. A köztársasági kormány panaszt tett a német támadás miatt a francia és a brit kormányzatoknál, de azt a választ kapta tőlük, hogy a németek jogszerűen jártak el.
1937. június 26-án másik testvérhajója, az Admiral Graf Spee váltotta az őrjáratban, így az Admiral Scheer hazatérhetett Wilhelmshavenbe július 1-én. Augusztus és október között már ismét a Földközi-tengeren volt. Összesen hét küldetéssel vett részt a nemzetközi blokád fenntartásában. Az utolsó küldetésről való hazatérése után októbertől 1938 februárjáig a Balti-tengeren gyakorlatoztatta a legénységét, mivel nagy része az 1937-es évben lecserélődött. Az év hátralévő részén tüzérségi gyakorlatokat tartott és flotta szintű hadgyakorlatokon vett részt.
1938. augusztus 22-én Kielben a Prinz Eugen nehézcirkáló vízrebocsátási ünnepségén volt jelen, majd 1939. február 14-én a Bismarck csatahajóén. 1939. március 23-án a Memel-vidék annektálásában vett részt. 1939. április 1-én a Tirpitz vízrebocsátási ünnepségén vett részt, április 18. és május 3. között az Atlanti-óceánra tett utat, melynek során Bilbao városába tett látogatást.

### Második világháború

#### Bombatámadás a Schillig-réven
A második világháború kitörésekor, 1939 szeptemberében az Admiral Scheer a Schillig-révnél horgonyzott Wilhelmshaven előtt az Admiral Hipper társaságában. Szeptember 4-én két Bristol Blenheim bombázógépből álló ötgépes csoport intézett ellenük támadást. Az első csoport felbukkanása meglepetésként érte az Admiral Scheer légvédelmi tüzéreit, akik azonban le tudták lőni az egyik támadót. Az egyik ledobott bomba a hajó fedélzetének csapódott, de nem robbant fel, két másik bomba a hajó közelében csapódott a vízbe, de ezek is besültek. A második hullám öt Blenheimjét már felkészülten várta a légvédelem és négyet lelőttek közülük. Az Admiral Scheer nem szenvedett károkat a támadásokban. 1939 novemberében Theodor Krancke sorhajókapitány lett a hajó parancsnoka.

#### Átépítése és átminősítése

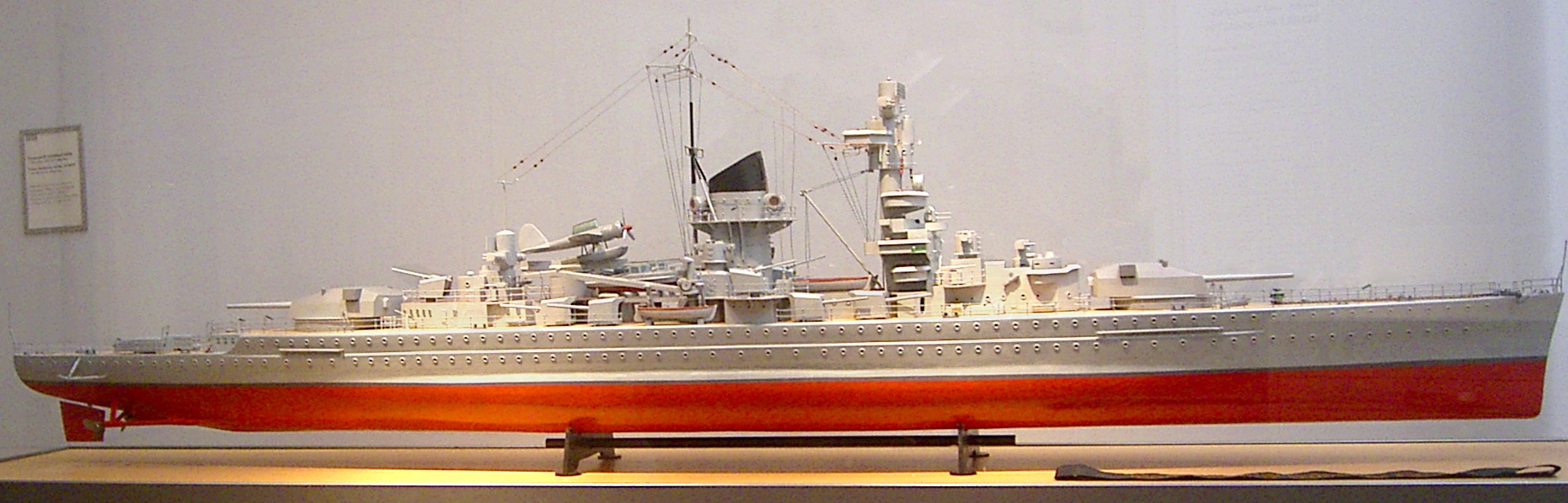
Az Admiral Scheer makettje az 1940-es átépítése utáni magasabb kéménysapkával, ferde orrkialakítással és karcsúbb árbóctoronnyal

Az Admiral Scheer kisebb átalakításokon esett át Wilhelmshavenben, míg a testvérhajói már a háború megkezdése előtt kifutottak az Atlanti-óceánra, hogy háború esetén a blokád áttörése nélkül megkezdhessék kereskedelmi háborújukat. Az Admiral Scheer 1940 első hónapjaiban a korábbi, függőleges orrkiképzés helyett egy a klipperekéhez hasonló, előre ívelőt kapott (Atlantikbug) és további légvédelmi lövegeket a modernebb radarberendezések mellett. A nehéz parancsnoki tornyot egy – a Deutschlandéhoz hasonló – könnyebb szerkezetűre cserélték. 1940 februárjában az osztály megmaradt két egységét átminősítették nehézcirkálóvá. Az átépítése 6,4 millió márkába került. Július 19-20-án brit bombázók intéztek ellene és a Tirpitz csatahajó ellen támadást, de találatot nem tudtak elérni rajta ekkor sem. Július 27-én nyilvánították ismét szolgálatra alkalmasnak, ami után augusztustól szeptemberig próbajáratait végezte a Balti-tengeren.

#### Kereskedelmi háború az Atlanti-óceánon

##### A HX 84 jelű konvoj elleni támadás

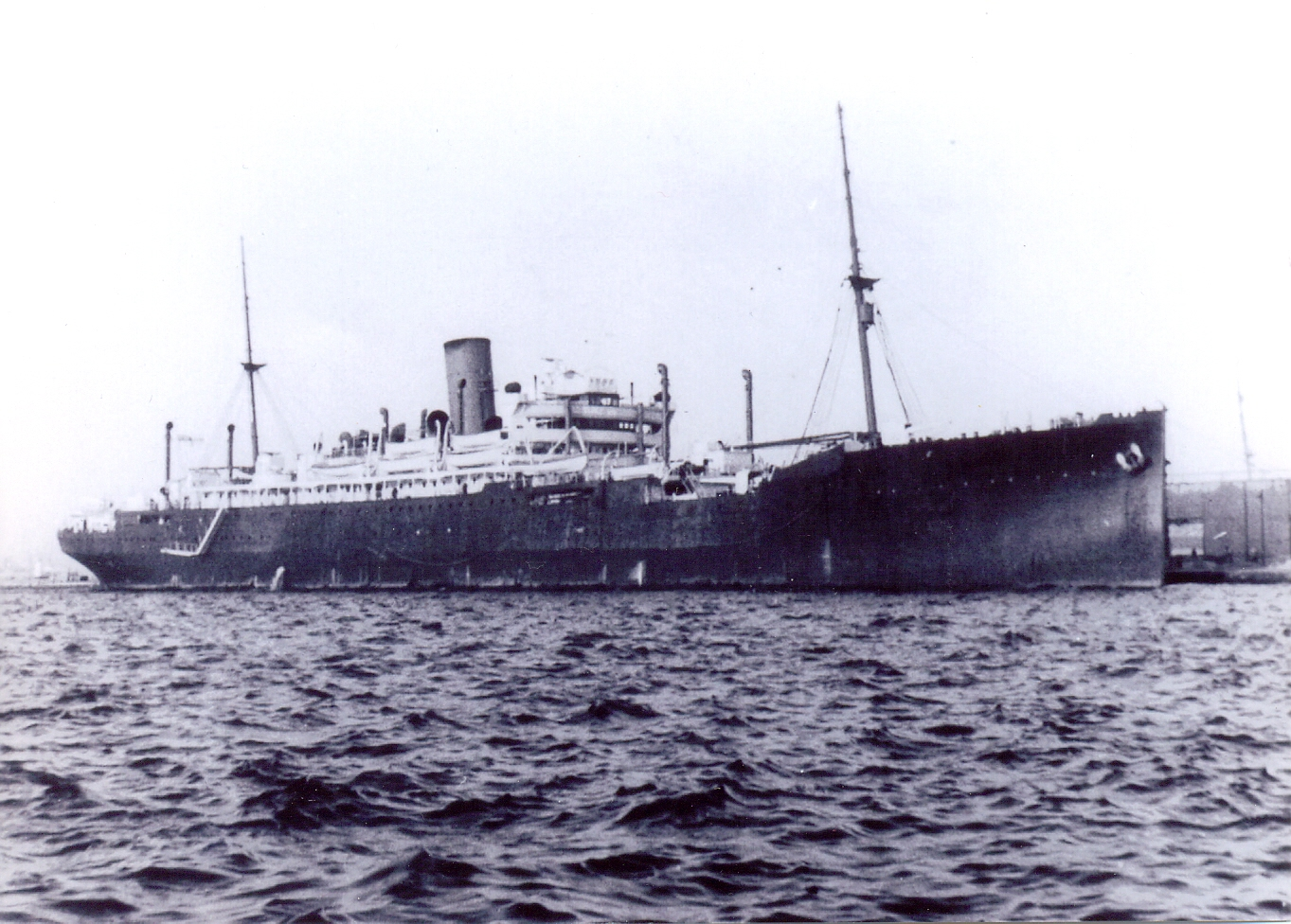
A Jervis Bay segédcirkáló Dakarban (1940)

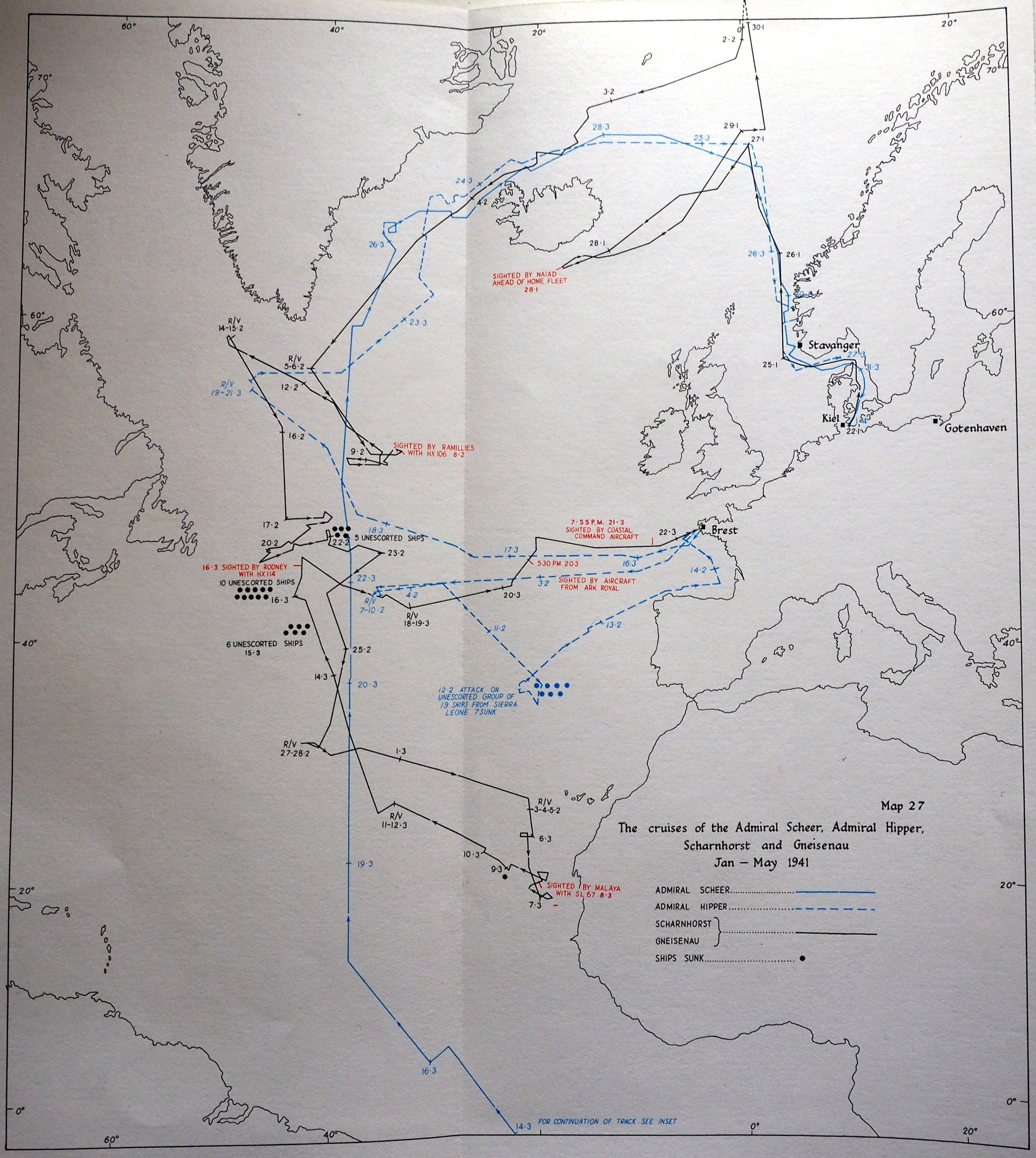
Német hadihajók atlanti vizekre tett portyája 1940 elején - az Admiral Scheer útvonala kékkel jelölve (az Indiai-óceánra tett portyát is mutató térképet lásd itt illetve itt)

Az Admiral Scheer 1940 októberében indult első bevetésére a háborúban. 23-án Gotenhafent elhagyva előbb Brunsbüttelbe hajózott, a távolsági bevetésének kiindulópontjára. Innen október 27-én Stavanger felé haladt tovább és október 31-én észrevétlenül hajózott át a Dánia-szoroson és jutott ki az Atlanti-óceánra november 1-én.
A rádiófelderítése hamarosan azonosította a HX 84 jelzésű konvojt, mely Halifaxból haladt a Brit-szigetek felé, majd az egyik Arado hidroplánja november 5-én reggel meghatározta a konvoj pontos helyzetét 88 tmf távolságra a cirkálótól, majd délután négy óra után érte be azt. A Jervis Bay felfegyverzett kereskedelmi hajó (armed merchant cruiser) – az egyetlen kísérője a konvojnak – jelentést küldött a német hadihajó felbukkanásáról és megpróbálta megakadályozni, hogy támadást indítson a konvoj ellen, mely hajóinak szétszóródásra és ködfüggönybe való burkolózásra adott utasítást. Az Admiral Scheer 10 tmf távolságból nyitott tüzet és hamar – a harmadik sortűzzel  – találatokat ért el a hét 152 mm-es löveggel felszerelt Jervis Bay-en, tönkre téve a rádióberendezését és a kormányműveit. A második célt találó német sortűz a parancsnoki hidat találta el és végzett a hajó parancsnokával, Edward Fegennel. Az Admiral Scheer 22 perc alatt elsüllyesztette a Jervis Bayt, de az összecsapás elég időt elvett tőle ahhoz, hogy közben a konvoj nagy része el tudjon menekülni, így a nehézcirkáló a 37-ből összesen csak ötöt tudott elsüllyeszteni: a Trewellard (16 halott), a Fresno City (1 halott), a Kenbane Head (23 halott), és a Beaverford (77 halott) és a Maiden (91 halott) kereskedelmi hajókat összesen 33 628 BRT hajótérrel. A San Demetrio és az Andalusian sérüléseket szenvedtek. A szétszóródott konvoj egy újabb hajójával később a Luftwaffe végzett. A német nehézcirkáló Atlanti-óceánon való váratlan felbukkanására reagálva a britek gyorsan öt harccsoportot állítottak fel, melyekhez összesen két csatahajó, három csatacirkáló, egy repülőgép-hordozó, öt cirkáló és 15 romboló tartozott. Ezek a harccsoportok két héten át kutattak eredménytelenül az Admiral Scheer után. Az ellenséges erők más hadszínterekről való elvonása is a feladatai közé tartozott, így ezek a brit ellenintézkedések is sikert jelentettek a hadművelet számára.

##### Portya a dél-atlanti vizeken
December 18-án talált rá a 14 millió tojást és 3000 t fagyasztott húst szállító Duquesa hűtőhajóra (8651 BRT) az Egyenlítő magasságában, félúton Afrika és Dél-Amerika partjai között, mely még tudott küldeni egy rádióüzenetet a támadásról, amit a németek szándékosan tettek lehetővé számára, hogy ezzel brit haditengerészeti erőket vonjanak a térségbe. Krancke sorhajókapitánynak az volt a célja ezzel, hogy elvonja a britek figyelmét az épp a Dánia-szoroshoz érkező és az óceánra kijutni igyekvő Admiral Hipperről. A Formidable és Hermes repülőgép-hordozók, a Dorsetshire, Neptune és Dragon cirkálók és a Pretoria Castle felfegyverzett kereskedelmi hajó mind a rádiójelzés irányába indultak el, hogy levadásszák a német portyázót, de az sikeresen elkerülte őket.

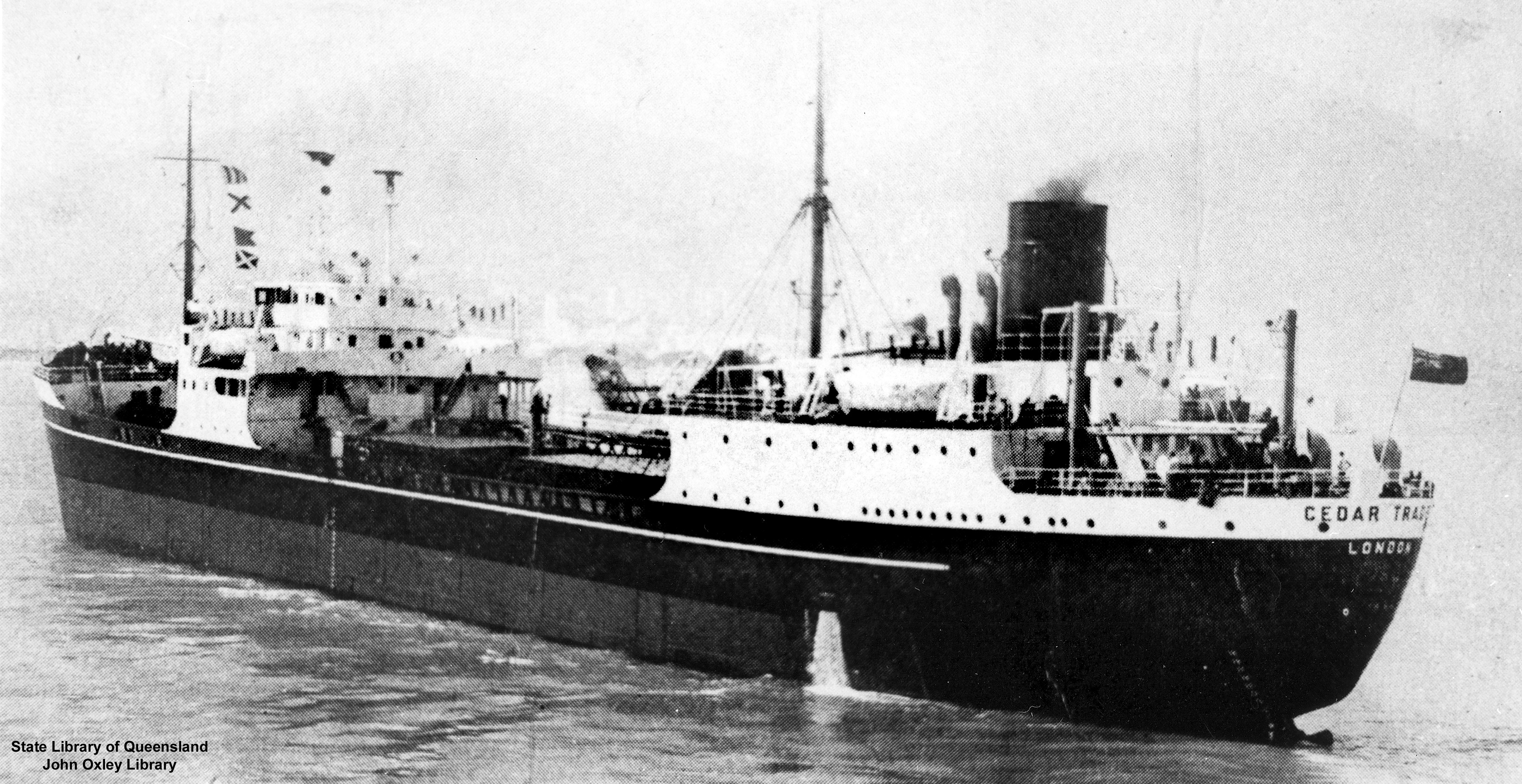
Az Admiral Scheer által elfogott norvég Sandefjord tankhajó a háború után Cedar Trader névvel tömegáruszállítóként

December 26. és január 7. között találkozott a Nordmark és Eurofeld ellátóhajókkal, a Thor segédcirkálóval valamint a zsákmányul ejtett Duquesával és – a Pinguin segédcirkáló által elfogott – Storstad olajszállítóval. Január 18. és 20. között három ellenséges kereskedelmi hajót fogott el összesen 18 738 BRT hajótérrel, köztük a norvég Sandefjord olajszállítót. 1940 karácsonyát az Atlanti-óceán középső részén töltötte, több száz mérföld távolságra Tristan da Cunha szigetétől, mielőtt 1941 februárjában az Indiai-óceánra hajózott át.

##### Portya az Indiai-óceánon
Az Indiai-óceánon február 14-én az Atlantis segédcirkálóval és a Tannenfels ellátóhajóval találkozott 1000 tmf távolságra keletre Madagaszkártól. A Tannenfelsről a két másik hajó feltöltötte a készleteit és információkat cseréltek a térség hajóforgalmáról, majd február 17-én különváltak egymástól. Az Admiral Scheer innen a Madagaszkártól északra lévő Seychelle-szigetekig hajózott tovább, ahol a hidroplánjai két kereskedelmi hajót fedeztek fel. A brit British Advocate olajszállítót (6994 BRT) zsákmányul ejtette, míg a görög zászló alatt haladó Grigoriost (2456 BRT) elsüllyesztette. Egy harmadik hajó, a Canadian Cruiser (7178 BRT) még tudott segélykérő üzenetet küldeni mielőtt február 21-én az Admiral Scheer elsüllyesztette. Másnap egy negyedik hajót is elsüllyesztett, a holland Rantaupandjangot (2542 BRT), de még ez is képes volt jelezni az őt ért támadást az elsüllyesztése előtt.
A térségben járőröző brit Glasgow cirkáló fogta az Admiral Scheer mindkét áldozatának rádióüzenetét és az általa felküldött hidroplán február 22-én meg is pillantotta a német nehézcirkálót. A Kelet-indiai Állomáshely parancsnoka, Ralph Leatham altengernagy a Hermes repülőgép-hordozót valamint a Capetown, Emerald, Hawkins, Shropshire és Canberra cirkálókat küldte az Admiral Scheer elfogására. Krancke előbb délkeletnek fordult az üldözői kikerüléséhez, majd március 3-án érte el az Atlanti-óceánt. A britek február 25-én felhagytak az üldözésével, mert ekkorra vált világossá számukra, hogy a német hajó elhagyta a térséget.
Az Admiral Scheer ezután északnak fordult és március 26-27-én a Fiji és Nigeria cirkálókat elkerülve áthaladt a Dánia-szoroson. A norvégiai Bergent március 30-án érte el, ahol egy napot töltött a Grimstad-fjordban. Innen rombolókísérettel folytatta az útját Kielbe, ahova április 1-én érkezett meg.

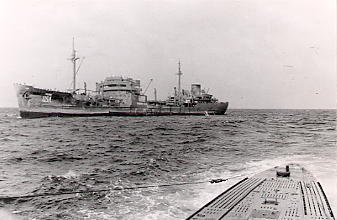
A Nordmark (ex-Westerwald) egy tengeralattjáró ellátásakor 1941-ben

A 155 napig tartó portyázása során 46 000 tmf távolságot tett meg és 17 kereskedelmi hajót süllyesztett el vagy ejtett zsákmányul 113 223 BRT hajótérrel. Ezzel messze a legsikeresebb portyázó lett a német kapitális hadihajók között a háborúban. Az őt támogató Nordmark 212 napot töltött a tengeren 3366 tmf-et megtéve, ami alatt az Admiral Scheer és nyolc tengeralattjáró mellett a Thor, a  Kormoran és a Pinguin segédcirkálókat valamint 10 segédhajót, zsákmányhajót és blokádtörőt is ellátott összesen 41 alkalommal.
Hazai vizeken
Miután visszatért a Németországba, Krancke 1941 júniusában átadta a hajó parancsnokságát Wilhelm Meendsen-Bohlken sorhajókapitánynak. A Bismarck csatahajó 1941 májusi elvesztése és főleg ezt követően a német ellátóhajók hálózatának britek általi elpusztítása miatt az Admiral Scheer és a Lützow 1941 végére tervezett portyázásának tervét fel kellett adni. Szeptember 4-8. között az Admiral Scheert rövid időre Oslóba helyezték át. Itt szeptember 5-én és 8-án brit légierő B-17-es bombázókkal felszerelt 90. százada két sikertelen támadást hajtott végre ellene. Szeptember 8-án elhagyta a norvég fővárost és visszatért Swinemündébe.
1941. szeptember 23-25. között az Otto Ciliax altengernagy vezette Balti-tengeri Flotta egy erős kötelékével, benne a Tirpitz csatahajóval, a Köln, a Nürnberg, az Emden és Leipzig könnyűcirkálókkal, a Z 25, Z 26 és Z 27 rombolókkal valamint a T 2, T 5, T 8 és T 11 torpedónaszádokkal az Åland-szigetek közelében helyezkedett, hogy a Leningrádban lévő szovjet flotta bármiféle kitörési kísérletét megakadályozzák. A küldetésről szeptember 25-én – egy nappal a vége előtt – elbocsátották, miután emberi mulasztás miatt két mélységi aknája felrobbant. Ezután Hamburgban javították a hajtóműveit a Blohm & Voss hajógyárában.

#### Áthelyezése Norvégiába

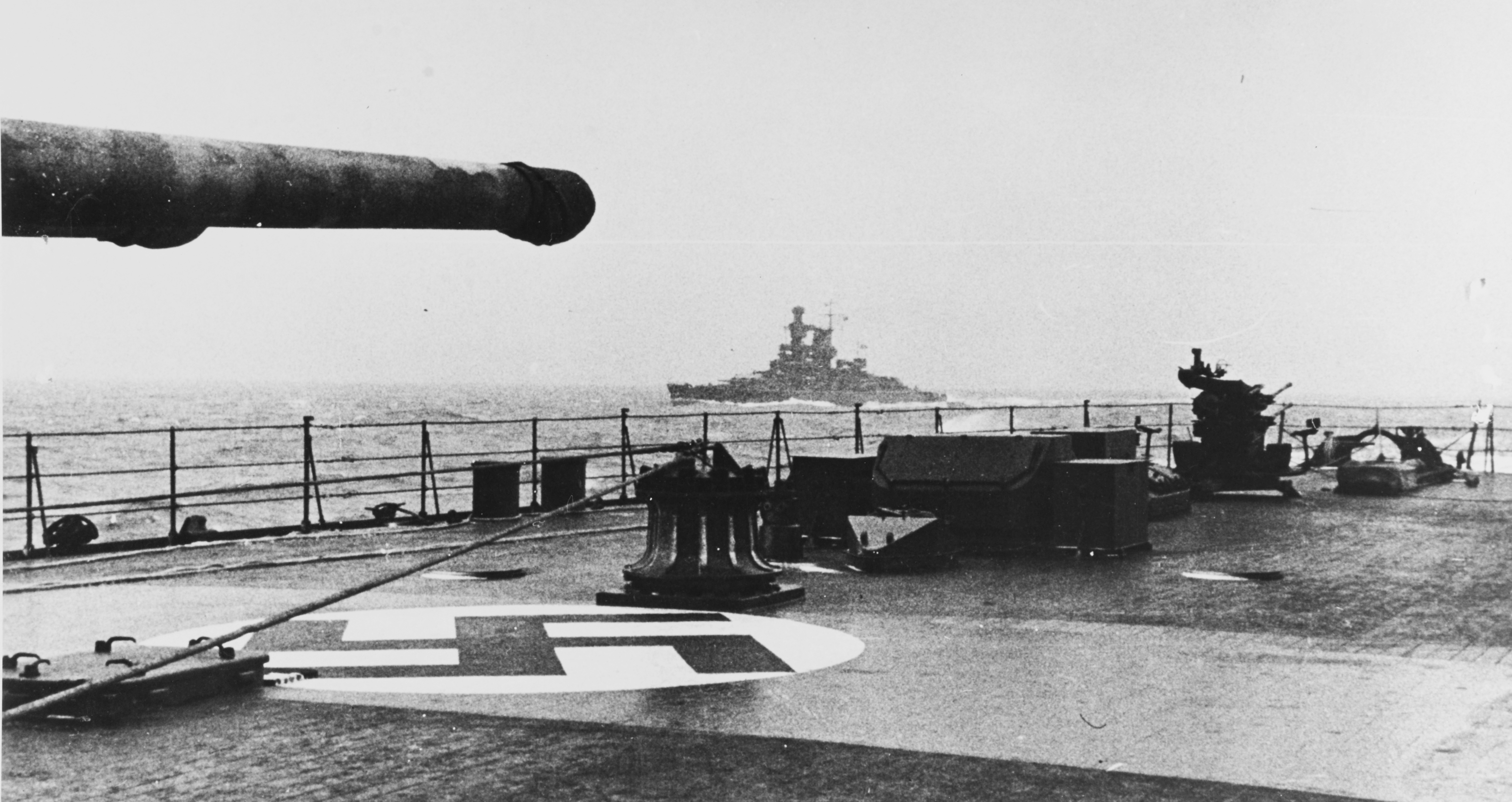
Az Admiral Scheer a Prinz Eugenről fényképezve útban Norvégia felé

1942. február 21-én a Prinz Eugen nehézcirkáló, a Richard Beitzen, Paul Jakobi, Z 25, Hermann Schoemann és Friedrich Ihn rombolók kíséretében Norvégiába hajózott. A Grimstad-fjordban való rövid pihenő után Trondheim felé folytatta az útját. Február 23-án a brit Trident tengeralattjáró megtorpedózta a Prinz Eugent komoly károkat okozva benne. Az első hadművelet, amiben az Admiral Scheer norvég támaszpontról kiindulva vett részt a Rösselsprung volt 1942 júliusában, melynek célja a PQ–17-es konvoj elfogása volt. Testvérhajójával, a Lützow-val képezte az egyik csoportot, míg a Tirpitz és az Admiral Hipper a másikat. Út közben azonban a Lützow és három kísérő rombolója a ködös időben zátonyra futott, ami miatt ez a csoportosítás nem vett részt a további hadműveletekben. Az Admiral Scheert ezután az Alta-fjordba irányították, ahol a Tirpitz és az Admiral Hipper horgonyzóhelye is volt. A britek tudomást szereztek a német haderő kifutásáról és ezért a konvoj hajóinak szétszóródásra adtak parancsot. A németek észlelve, hogy a meglepetés előnye elszállt a számukra, a felszíni hajóikat visszarendelték és a konvoj elpusztítását a tengeralattjáróikra és a Luftwafféra bízták. A konvoj 35 hajójából 24 veszett oda a támadásokban.

##### Wunderland hadművelet
1942 augusztusában az Admiral Scheer a Wunderland (Csodaország) hadművelet keretében keletnek a Kara-tengerre hajózott, hogy megakassza a szovjet hajóforgalmat és lehetőség szerint támadást intézzen egyéb célpontok ellen. A hossza és nagy távolsága kizárta rombolók részvételét a hadművelet egészében, az abban részt vevő három romboló csak Novaja Zemljaig kísérhette el a nehézcirkálót, majd vissza kellett térniük Norvégiába. Két tengeralattjáró, az U 251 és az U 456, a Kara-szorosban és a Jugorszkij-szorosban járőrözött. Eredetileg a Lützow is részt vett volna a hadműveletben, de mivel előző hónapban zátonyra futott, nem tarthatott testvérhajójával.

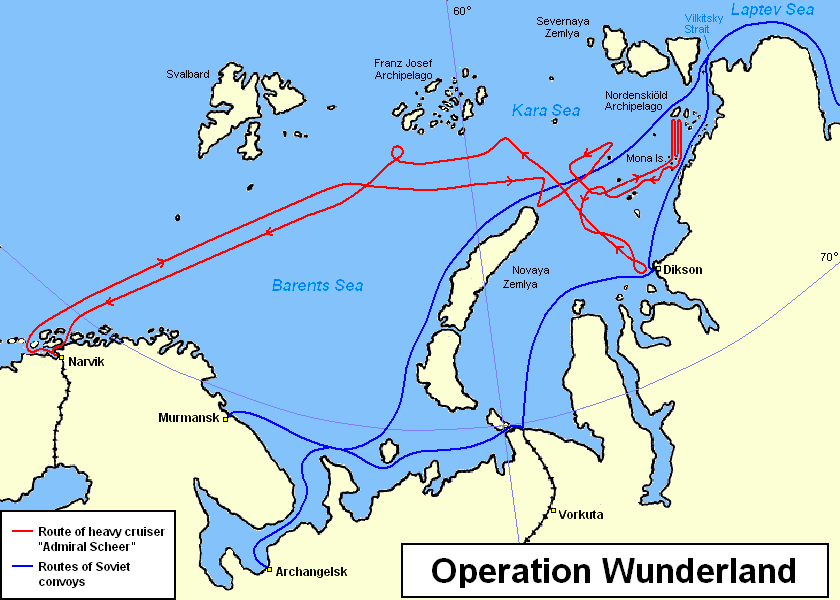
Az cirkáló útvonala a Wunderland során

A hadműveleti terv szerint szigorú rádiócsendet kellett tartani a meglepetés érdekében. Emiatt Meendsen-Bohlkennek teljes taktikai és hadműveleti irányítása alatt kellett tartania a hajóját, mert szárazföldi támaszpontok nem irányíthatták a hadműveletet. Augusztus 16-án az Admiral Scheer és rombolókísérete elhagyta Narvikot Novaja Zemlja északi része felé, hogy a szigetet északi irányból kerülje meg. A Kara-tengerre érve erősen jeges vizekre jutott, így a hidroplánokat nem csak kereskedelmi hajók felkutatására küldték fel, hanem a jégmezők közti átjárók keresésére is. Augusztus 25-én találkozott a szovjet (1383 t) Szibirjakov jégtörővel, amit elsüllyesztett, de az még rádión jelezni tudta a támadást. A németek 22 túlélőt mentettek ki a vízből, köztük Kacharava kapitányt. Az Admiral Scheer ezután délnek fordult és két nappal később Dickson kikötőjéhez érkezett. Az Admiral Scheer tüzet nyitott a kikötőre megrongálva azt és két ott horgonyzó hajót. Meendsen-Bohlken fontólóra vette, hogy partra küld egy csapatot, de a szovjet partvédelmi ütegek tüzének hatására elállt ettől a tervétől. A lövetéssel való felhagyással együtt Meendsen-Bohlken úgy döntött, hogy visszatér Narvikba, ahova augusztus 30-án érkezett meg jelentősebb sikerek elérése nélkül.
Október 23-án az Admiral Scheer, a Tirpitz csatahajó és a Richard Beitzen, Friedrich Eckoldt, Z 23, Z 28 és Z 29 rombolók elhagyták a Bogen-öblöt és Trondheimbe hajóztak. Itt a Tirpitz megállt javítások elvégzése végett, a Z 28 pedig Németországba haladt tovább. Ernst Gruber fregattkapitány lett a nehézcirkáló parancsnoka november végén. 1942 decemberében visszatért Wilhelmshavenbe nagyobb karbantartások elvégzéséhez, ahol brit bombázók intéztek ellene támadást kisebb károkat okozva benne.

#### Balti-tengeren való bevetése
A hasonló támadások elkerülése végett átvezényelték a bombatámadásoknak kevésbé kitett Swinemündébe. 1943 februárjában Richard Rothe-Roth sorhajókapitány vette át felette a parancsnokságot. 1944 végéig az Admiral Scheer a flotta kiképző csoportjának volt a tagja. A parancsnokságát Ernst-Ludwig Thienemann sorhajókapitány vette át 1944 áprilisában. 1944. november 22-én a Z 25 és Z 35 rombolókkal és a 2. torpedónaszád-flottillával közösen váltotta a Prinz Eugent és a vele lévő rombolókat az Ösel szigetén folyó szárazföldi harcok támogatásában a Hammer hadművelet keretében. A szovjet légierő számos légitámadást intézett a német hajók ellen, melyeket mind sikerült visszavernie a légvédelmüknek, az Admiral Scheer Arado hidroplánját viszont sikerült lelőnie az ellenségnek. November 23-24. éjszakáján a német haditengerészet befejezte a sziget evakuálását. Összesen 4694 katonát menekítettek ki a szigetről.
1945 februárjának elején az Admiral Scheer Samland előtt állt számos torpedónaszáddal, hogy támogassák a német csapatokat az előretörő szovjetekkel szemben. Február 9-én láttak hozzá a szovjet állások lövetéséhez. Február 18. és 24. között a német erők helyi ellentámadást indítottak. Az Admiral Scheer és a torpedónaszádok ehhez tüzérségi támadást nyújtottak a Peyse és Gross-Heydekrug melletti szovjet állásokat tűz alá véve. A német támadás átmenetileg helyreállította a szárazföldi összeköttetést Königsberggel, lehetővé téve a bent rekedt civilek evakuálását. Márciusra a nehézágyúi erősen elhasználódtak és javításra szorultak. Március 8-án ezért az ágyúcsöveinek újrahuzagolásához Kielbe hajózott a fedélzetén 800 polgári menekülttel és 200 sebesült katonával. Egy fel nem szedett aknamező miatt nem tudott befutni Kielbe, ezért Swinemündében tette partra az utasait. Az elhasználódott lövegcsövei ellenére ezután még Kolberg közelében lévő szovjet erőket vett tűz alá és addig lőtte őket, míg a lőszere el nem fogyott.

#### Elvesztése

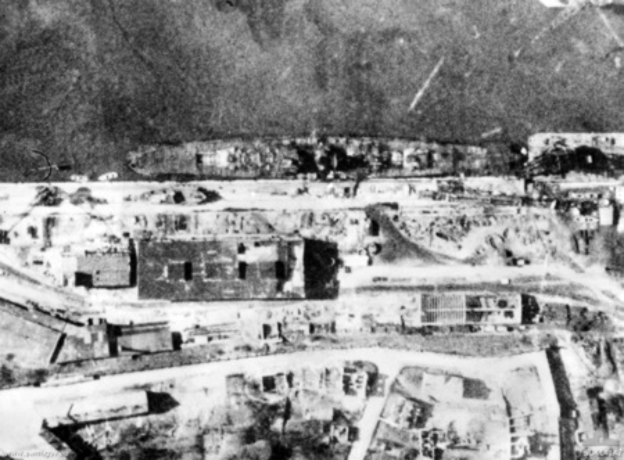
Az Admiral Scheer Kielben 1945 áprilisában (röviddel a végzetes légitámadás előtt)

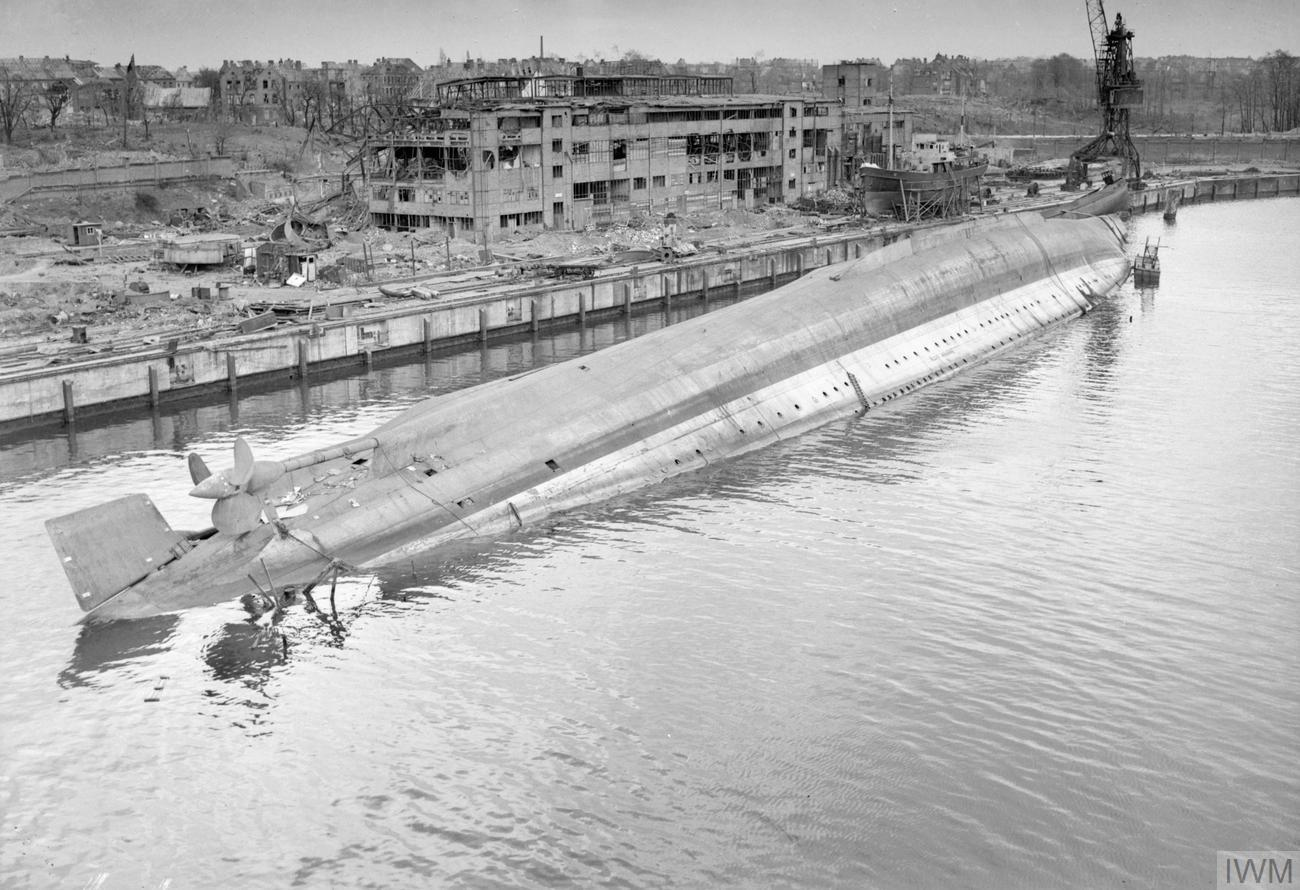
A felborult Admiral Scheer Kiel kikötőjében

Ezután menekülőket vett fel majd elhagyta Swinemündét és sikeresen elmanőverezett az aknamezők között Kiel felé tartva, ahova március 18-án érkezett meg. Itt a légvédelmi lövegeit és a lőszerkészleteit leadta. A hátsó lövegtornyának a lövegeit a Deutsche Werke hajógyárában április 8-ra kicserélték. A javítási munkálatok idején a legénységének nagyobb része a szárazföldre távozott a hajóról. A parancsnoka felvetette, hogy a hajójával április 10-én kihajózik a Heikendorf-öbölbe a sűrű légitámadások miatt és egy úszódaru segítségével oldják meg itt az ’A’ jelű lövegtorony lövegeinek cseréjét, de erre már nem kerülhetett sor.
Április 9-én 21:50-kor légiriadót rendeltek el, ami miatt a hajó fedélzetén maradt csekély számú legénység nagy részét is a parton lévő bunkerekbe küldték és így már csak a kárelhárító csoportok (parancsirányítók, tűzoltók, és a generátorok kezelői) maradtak rajta, összesen nagyjából 90 fő. A támadó 300 brit bombázó által ledobott bombák közül az elsők 22:30 körül csapódtak be és nyolc perccel később érte az első találat az Admiral Scheert. Újabb találatok miatt 22:45-kor a elment a világítás és a parancstovábbító rendszer is meghibásodott, a cirkáló pedig 16 fokkal a jobb oldalára dőlt. Az áramellátást azonban ekkor még sikerült helyrehozni annyira, hogy a fenékszelepek segítségével ellenárasztással sikerüljön megállítani a dőlést 18 foknál. További közvetlen és közvetett találatok következtében a hajó gyorsan tovább dőlt 28 fokig. Strempel sorhajóhadnagy, a műszaki tiszt parancsot adott a generátorok üzemben hagyására és a hajó elhagyására. Ez az utasítás nem jutott el a hajó minden részére az elektromos meghibásodások miatt, de egyesek maguktól is elhagyták az őrhelyüket miután nyilvánvalóvá vált a helyzet súlyossága. A lángokban álló helyiségeken a fedélzetre igyekvők közül többen életüket veszítették vagy megsebesültek a leváló gépalkatrészek miatt. A nehéz helyzet ellenére számos eszméletét veszített sebesültet a fedélzetre segítettek még a társaik. Egyesek ki tudtak úszni a rakpartig, másokat a helyszínre siető csónakok mentettek ki a vízből.
Az Admiral Scheer a 10 méter mély vízben 125°-ig dőlt, míg a felépítménye neki nem ütközött a talajnak és ebben az helyzetben rögzült. A lőszerraktárai és az üzemanyagtartályai üresek voltak, a duplafenék ballaszttartályaiban pedig csak 600 m³ tengervíz volt, ezért a 12-17 perc alatt a jobb oldala mellett közvetlen becsapódó bombák miatt felborult hajótest magasan kiemelkedett a vízből. Az 1. kárelhárító egység mind a nyolc tagja valamint a legénység másik hét tagja bent rekedt a hajótestben. Az Emden könnyűcirkáló mentőegységei több helyen lyukakat vágtak a hajótestbe és a bejutó mentőcsapatok 2 órán át kutattak túlélők után.
A háború után kieli cégek álltak neki a szétszerelésének a megszálló brit hatóságok felügyelete alatt, de az egybehangzó jelentések alapján ez csak a vízszintig történt meg a hajófenék bal felét, a hajócsavarokat és a környező helyiségeket érintve. Eltávolították a lövegpajzsokat és a lövegtornyokat is. A hajótest jobb oldala, a hajófenék ezen fele, és a vízvonal feletti részek túlnyomó része (felépítmények, lövegtornyok), a hajó tömegének mintegy 60%-a érintetlen maradt és a várost ért bombázásokkor keletkezett épülettörmelékkel fedték be, mikor a kikötő ezen részét feltöltötték. A területet nem építették be, jelenleg a kieli haditengerészeti arzenál területéhez tartozik. A bombatámadás során elszenvedett embervesztesége nem ismert. A hajóharangját a Német Haditengerészeti Múzeumban őrzik Wilhelmshavenben.

## Megfilmesítés
Az Admiral Scheer és a Jervis Bay közötti összecsapást ábrázolták az 1943-ban készült San Demetrio című filmben.

## Parancsnokok
| 1934. november 12. – 1936. szeptember 21. | Wilhelm Marschall sorhajókapitány                                                       |
| 1936. szeptember 22. – 1938. október 30.  | Otto Ciliax sorhajókapitány                                                             |
| 1938. október 31. – 1939. október 24.     | Hans-Heinrich Wurmbach sorhajókapitány                                                  |
| 1939. október 31. – 1940. február 4.      | Theodor Krancke sorhajókapitány                                                         |
| 1941. június 17. – 1941. június 3.        | Theodor Krancke sorhajókapitány/ellentengernagy                                         |
| 1941. június 12. – 1942. november 28.     | Wilhelm Meendsen-Bohlken sorhajókapitány                                                |
| 1942. november 29. – 1943. január 31.     | Ernst Gruber fregattkapitány (megbízott – mit der Wahrnehmung der Geschäfte beauftragt) |
| 1943. február 1. – 1944. április 4.       | Richard Rothe-Roth sorhajókapitány                                                      |
| 1944. április 5. – 1945. április 9.       | Ernst-Ludwig Thienemann sorhajókapitány                                                 |

## Sikerei a kereskedelmi háborúban
| Dátum               | Hajó                      | Nemzetiség | Vízkiszorítás | Sors               |
| ------------------- | ------------------------- | ---------- | ------------- | ------------------ |
| 1940. november 5.   | SS Mopan                  | Brit       | 5389          | Elsüllyedt         |
| 1940. november 5.   | HMS Jervis Bay            | Brit       | 14 164        | Harcban elsüllyedt |
| 1940. november 5.   | SS Maidan                 | Brit       | 7908          | Elsüllyedt         |
| 1940. november 5.   | SS Trewellard             | Brit       | 5201          | Elsüllyedt         |
| 1940. november 5.   | SS Kenbane Head           | Brit       | 5225          | Elsüllyedt         |
| 1940. november 5.   | SS Beaverford             | Brit       | 10 142        | Elsüllyedt         |
| 1940. november 5.   | SS Fresno City            | Brit       | 4995          | Elsüllyedt         |
| 1940. november 24.  | SS Port Hobart            | Brit       | 7448          | Elsüllyedt         |
| 1940. december 1.   | SS Tribesman              | Brit       | 6242          | Elsüllyedt         |
| 1940. december 17.  | SS Duquesa                | Brit       | 8652          | Zsákmányul ejtve   |
| 1941. január 17.    | SS Sandefjord             | Norvég     | 8083          | Zsákmányul ejtve   |
| 1941. január 20.    | SS Barneveld              | Holland    | 5597          | Elsüllyedt         |
| 1941. január 20.    | SS Stanpark               | Brit       | 5103          | Elsüllyedt         |
| 1941. február 20.   | SS British Advocate       | Brit       | 6994          | Elfoglalták        |
| 1941. február 20.   | SS Grigorios C.           | Görög      | 2546          | Elsüllyedt         |
| 1941. február 21.   | SS Canadian Cruiser       | Brit       | 6992          | Elsüllyedt         |
| 1941. február 22.   | SS Rantau Pandjang        | Holland    | 2542          | Elsüllyedt         |
| 1942. augusztus 25. | SS Alekszandr Szibirjakov | Szovjet    | 1384          | Harcban elsüllyedt |

## Fordítás
- Ez a szócikk részben vagy egészben  a   German cruiser Admiral Scheer című angol Wikipédia-szócikk ezen változatának fordításán alapul.  Az eredeti cikk szerkesztőit annak laptörténete sorolja fel. Ez a jelzés csupán a megfogalmazás eredetét és a szerzői jogokat jelzi, nem szolgál a cikkben szereplő információk forrásmegjelöléseként.
- Ez a szócikk részben vagy egészben  az   Admiral Scheer című német Wikipédia-szócikk ezen változatának fordításán alapul.  Az eredeti cikk szerkesztőit annak laptörténete sorolja fel. Ez a jelzés csupán a megfogalmazás eredetét és a szerzői jogokat jelzi, nem szolgál a cikkben szereplő információk forrásmegjelöléseként.

## Külső linkek
- The battle of Convoy HX84
- José M. Rico / Bruno Ludwig (szerk.): PANZERSCHIFF ADMIRAL SCHEER. (Hozzáférés: 2022. december 13.)
- Admiral Scheer - Operational History. [2007. június 20-i dátummal az eredetiből archiválva]. (Hozzáférés: 2022. december 18.) (archive.org)
- Admiral Scheer (Deutschland-Class.dk; angol)
- Admiral Scheer nehézcirkáló (German-Navy.de; angol)
- Admiral Scheer fotógaléria (MaritimeQuest.com; angol)